# Трентон (Небраска)
Трентон (енгл. Trenton) град је у америчкој савезној држави Небраска.

## Демографија
По попису из 2010. године број становника је 560, што је 53 (10,5%) становника више него 2000. године.
| Група             | 2000.       | 2010.       |
| Белци             | 498 (98,2%) | 543 (97,0%) |
| Афроамериканци    | 0 (0,0%)    | 2 (0,4%)    |
| Азијати           | 1 (0,2%)    | 0 (0,0%)    |
| Хиспаноамериканци | 6 (1,2%)    | 9 (1,6%)    |
| Укупно            | 507         | 560         |